# 帕夫訥科格爾山

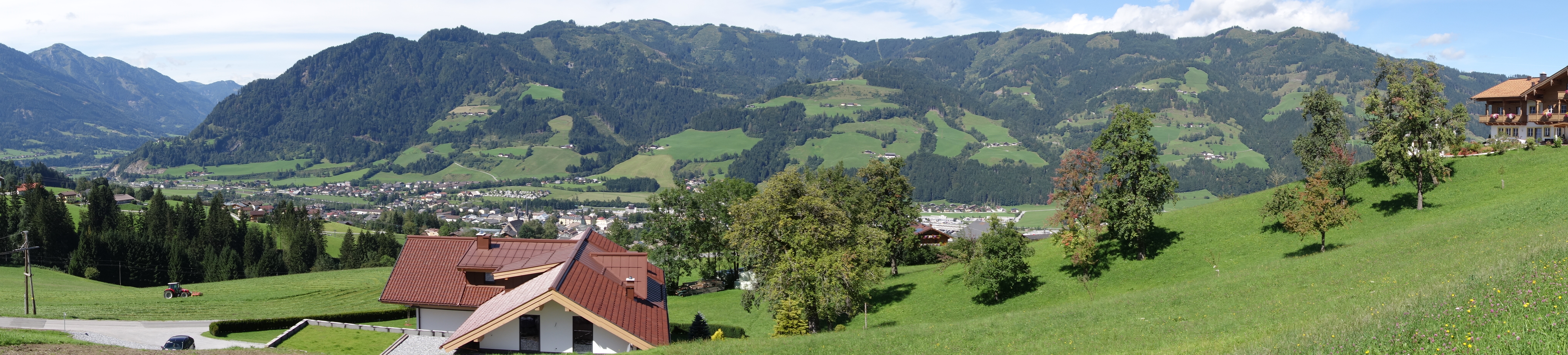

47°22′34″N 13°10′44″E / 47.37611°N 13.17889°E
帕夫訥科格爾山（德語：Palfnerkogel），是奧地利的山峰，位於該國中部，由薩爾茨堡州負責管轄，屬於迪恩特訥山的一部分，處於比紹夫斯霍芬附近，海拔高度1,413米。